# Ranunculus amurensis
Ranunculus amurensis Kom. – gatunek rośliny z rodziny jaskrowatych (Ranunculaceae Juss.). Występuje naturalnie w Rosji we wschodniej części Syberii oraz w Chinach (w prowincji Heilongjiang i w regionie autonomicznym Mongolia Wewnętrzna). 

## Morfologia
PokrójBylina dorastająca do 30–60 cm wysokości.
LiścieMają liniowo lancetowaty kształt. Mają 7–15 cm długości oraz 0,5 cm szerokości.
KwiatySą pojedyncze. Mają żółtą barwę. Dorastają do 17–25 mm średnicy. Mają 5 eliptycznych Działki kielicha, które dorastają do 4–7 mm długości. Mają 5 owalnych płatków o długości 5–12 mm.
OwoceNagie niełupki o odwrotnie jajowatym kształcie i długości 2 mm. Tworzą owoc zbiorowy – wieloniełupkę o prawie kulistym kształcie i dorastających do 5 mm długości.

## Biologia i ekologia
Rośnie na łąkach. Występuje na wysokości do 3100 m n.p.m. Kwitnie od lipca do września.